# Moonflower Plastic (Welcome to My Wigwam)
Moonflower Plastic (Welcome to My Wigwam) è il secondo album in studio long playing di Tobin Sprout (membro fondatore dei Guided by Voices), pubblicato nel 1997 sia in vinile che in CD negli Stati Uniti d'America dalla Matador Records.
Venne ristampato nel 2017 dalla Burger Records.

## Tracce
1. Get Out of My Throat - 4.01
2. Moonflower Plastic (You're Here) - 2.18
3. Paper Cut - 3.00
4. Beast of Souls - 3.27
5. A Little Odd - 0.40
6. Angels Hang Their Socks on the Moon - 4.35
7. All Used Up - 2.00
8. Since I... - 3.08
9. Back Chorus - 0.37
10. Curious Things - 2.42
11. Exit Planes - 3.21
12. Little Bit of Dread - 2.13
13. Hit Junky Dives - 4.16
14. Water on the Boater's Back - 2.02